# Søs Søby
Søs Simone Søby (* 11. März 1991 in Aalborg) ist eine ehemalige dänische Handballspielerin.

## Karriere
Søby begann das Handballspielen bei Nøvling IF und schloss sich später Visse IF an. Ihre nächste Station war Aalborg DH. Mit dem Jugendteam von Aalborg nahm sie 2008 am Finalturnier um die dänische Meisterschaft teil, welches Aalborg mit dem zweiten Platz abschloss. Nachdem Aalborgs schwedische Torhüterin Madeleine Gustafsson wegen einer Rückenverletzung ab September 2009 langfristig ausfiel, bildete Søby gemeinsam mit Ana Vojčić das neue Torhütergespann in Aalborg. Mit Aalborg nahm sie in der Saison 2009/10 an der EHF Champions League teil. Aufgrund eines Meniskusrisses musste sie ab Dezember 2011 pausieren. Im Sommer 2012 wechselte sie zu Viborg HK. Nach einem Jahr in Viborg unterschrieb sie einen Vertrag beim neugegründeten dänischen Erstligisten København Håndbold.
Søs Søby hütete erstmals am 26. November 2010 das Tor der dänischen Nationalmannschaft. In ihrem neunten Länderspiel, das am 11. Oktober 2014 stattfand, verletzte sie sich schwer am Kopf. Nachdem Søby anschließend kein Handballspiel mehr bestritt, gab sie am 10. Mai 2017 ihr Karriereende bekannt.

## Privates
Søs Søby ist mit dem dänischen Handballspieler Rune Spliid liiert.